# Statue-menhir de Balaguier
La statue-menhir de Balaguier est une statue-menhir appartenant au groupe rouergat découverte à Balaguier-sur-Rance, dans le département de l'Aveyron en France.

## Historique
La statue a été découverte en 2002 par M. Villeneuve lors de travaux routiers sous la chaussée de la route départementale dans le bourg de la commune. Elle a été sculptée dans une dalle de grès permien dont les sites d'extraction les plus proches sont situés à une distance de  2 à 5 km. La statue originale est conservée dans les locaux de la mairie de Balaguier, tandis qu'une copie a été dressée sur place.
La statue-menhir est inscrite monument historique au titre d'objet depuis le 13 novembre 2019.
| Hauteur | Longueur max. | Épaisseur max. |
| ------- | ------------- | -------------- |
| 0,82 m  | 0,53 m        | 0,19 m         |

## Description
La statue est en partie brisée mais les deux côtés sont bien conservés. Elle a été sculptée et gravée et correspond à plusieurs transformations successives. De la première statue, il ne demeure que la partie inférieure des deux jambes et des pieds, la partie haute de la statue étant cassée. Dans un second temps, la dalle a été retournée tête-bêche : dans la partie haute de la dalle plusieurs caractères anthropomorphes et attributs ont été rajoutés pour créer un personnage masculin : un visage, deux bars et deux mains, une ceinture, un baudrier avec fourreau et les plis d'un vêtement. La ceinture dessine un tour complet de la statue. Dans la partie inférieure, les jambes sont désormais représentées à l'envers avec les orteils côté ceinture. Dans une dernière phase, le baudrier a été prolongé pour rajouter un collier avec une pendeloque triangulaire.